# فرنسيسكو رودريغيز (لغوي)
فرنسيسكو رودريغيز (بالإسبانية: Francisco Rodríguez Adrados)‏ (و. 1922  م) هو لغوي، وفقيه لغوي، وأستاذ جامعي إسباني، ولد في سلامنكا، هو عضوٌ في الأكاديمية الملكية الإسبانية، والأكاديمية الملكية للتاريخ.

## مناصب
تولى منصب عضو أكاديمية أثينا.

## التعليم
تعلم في جامعة سلامنكا.

## جوائز
حصل على جوائز منها:
- الدكتوراة الفخرية من جامعة سلامنكا (1998)[10]
- الصليب الأعظم للنيشان المدني لألفونسو العاشر الحكيم (1996).[11]